# Skibet Sogn
Skibet Sogn ist eine Kirchspielsgemeinde (dän.: Sogn) im südlichen Dänemark. Bis 1970 gehörte sie zur Harde Tørrild Herred im damaligen Vejle Amt, danach zur Vejle Kommune im erweiterten Vejle Amt, die im Zuge der  Kommunalreform zum 1. Januar 2007 in der „neuen“  Vejle Kommune in der Region Syddanmark aufgegangen ist.
Im Kirchspiel leben 4199 Einwohner, davon 2630 im Kirchdorf (Stand:1. Januar 2023). Im Kirchspiel liegt die Kirche „Skibet Kirke“.
Nachbargemeinden sind im Norden Jelling Sogn, im Nordosten Hover Sogn, im Osten Vor Frelsers Sogn und Sankt Nikolaj Sogn, im Südosten Højen Sogn, im Südwesten Jerlev Sogn und im Westen Bredsten Sogn.